# Dugesia myopa
Dugesia myopa és una espècie de triclàdide dugèsid que habita l'aigua dolça de Madagascar. El nom específic fa referència als ulls reduïts d'aquesta espècie.